# 復讐の絆 Revenge:A Love Story
『復讐の絆 Revenge:A Love Story』（ふくしゅうのきずな、復仇者之死）は、2010年に製作された香港映画。ウォン・ジンポー監督。

## 概要
2011年の第33回モスクワ国際映画祭では最優秀監督賞が送られている。AV女優の蒼井そらが主演を務めた。

## キャスト
- チャン・キット（陳杰） - ジュノ・マック（麥浚龍）
- チェン・ウィン（張穎） - 蒼井そら
- ドゥ（杜學順） - トニー・リュウ（劉永）
- ジェフ（謝夫） - チン・シュウホウ（錢小豪）
- グアイ（老鬼） - ウォン・シュートン（黃樹棠）
- ホア（國華） - トニー・ホー（何華超）
- ツァイ（丁仔） - デレク・ラム（林零原）
- おばあちゃん（張婆） - 孫慧蓮
- リン（玲姐） - 余達志